# Collegio elettorale di Castrovillari (Regno d'Italia)
Il collegio elettorale di Castrovillari è stato un collegio elettorale uninominale e di lista del Regno d'Italia per l'elezione della Camera dei deputati.

## Storia
Il collegio uninominale venne istituito, insieme ad altri 442, tramite regio decreto 17 dicembre 1860, n. 4513.
Successivamente divenne collegio plurinominale tramite regio decreto 24 settembre 1882, n. 999, in seguito alla riforma che stabilì complessivamente 135 collegi elettorali.
Tornò poi ad essere un collegio uninominale tramite regio decreto 14 giugno 1891, n. 280, in seguito alla riforma che stabilì complessivamente 508 collegi elettorali.
Fu soppresso nel 1919 in seguito alla riforma che definì 54 collegi elettorali.
| Legislature           | VIII | IX   | X    | XI   | XII  | XIII | XIV  | XV   | XVI  | XVII | XVIII | XIX  | XX   | XXI  | XXII | XXIII | XXIV | XXV  | XXVI | XXVII | XXVIII | XXIX | XXX  |
| --------------------- | ---- | ---- | ---- | ---- | ---- | ---- | ---- | ---- | ---- | ---- | ----- | ---- | ---- | ---- | ---- | ----- | ---- | ---- | ---- | ----- | ------ | ---- | ---- |
| Elezioni              | 1861 | 1865 | 1867 | 1870 | 1874 | 1876 | 1880 | 1882 | 1886 | 1890 | 1892  | 1895 | 1897 | 1900 | 1904 | 1909  | 1913 | 1919 | 1921 | 1924  | 1929   | 1934 | 1939 |
| Deputati nel collegio | 1    | 1    | 1    | 1    | 1    | 1    | 1    | 5    | 5    | 5    | 1     | 1    | 1    | 1    | 1    | 1     | 1    |      |      |       |        |      |      |
|                       |      |      |      |      |      |      |      |      |      |      |       |      |      |      |      |       |      |      |      |       |        |      |      |
| Totale eletti         | 443  | 493  | 493  | 508  | 508  | 508  | 508  | 508  | 508  | 508  | 508   | 508  | 508  | 508  | 508  | 508   | 508  | 508  | 535  | 535   | 400    | 400  |      |
| Numero collegi        | 443  | 493  | 493  | 508  | 508  | 508  | 508  | 135  | 135  | 135  | 508   | 508  | 508  | 508  | 508  | 508   | 508  | 54   | 40   | 15    | 1      | 1    |      |

## Dati elettorali
Nel collegio si svolsero elezioni per diciassette legislature.

### VIIII legislatura
Le votazioni si svolsero in 443 collegi uninominali a doppio turno. Come previsto dalla legge elettorale del 17 dicembre 1860, era eletto al primo turno il candidato che «riunisce in suo favore più del terzo dei voti del total numero dei membri componenti il collegio e più della metà dei suffragi dati dai votanti presenti all'adunanza» (art. 91). Se nessun candidato era eletto, al ballottaggio tra i due candidati con più voti era eletto chi otteneva il maggior numero di voti (art. 92) o, in caso di ugual numero di voti, il maggiore d'età (art. 93).
| Partito                            | Partito                            | Candidato                          | Primo turno 27 gennaio 1861 | Primo turno 27 gennaio 1861 | Ballottaggio 3 febbraio 1861 | Ballottaggio 3 febbraio 1861 |
| Partito                            | Partito                            | Candidato                          | Voti                        | %                           | Voti                         | %                            |
| ---------------------------------- | ---------------------------------- | ---------------------------------- | --------------------------- | --------------------------- | ---------------------------- | ---------------------------- |
|                                    | —                                  | Antonio La Terza                   | 330                         | 48,96                       | 392                          | 51,58                        |
|                                    | —                                  | Giuseppe Pace                      | 207                         | 30,71                       | 368                          | 48,42                        |
|                                    | —                                  | Domenico Damis                     | 137                         | 20,33                       |                              |                              |
|                                    |                                    |                                    |                             |                             |                              |                              |
| Iscritti                           | Iscritti                           | Iscritti                           | 973                         | 100,00                      | 973                          | 100,00                       |
| ↳ Votanti (% su iscritti)          | ↳ Votanti (% su iscritti)          | ↳ Votanti (% su iscritti)          | 729                         | 74,92                       | 761                          | 78,21                        |
| ↳ Voti validi (% su votanti)       | ↳ Voti validi (% su votanti)       | ↳ Voti validi (% su votanti)       | 674                         | 92,46                       | 760                          | 99,87                        |
| ↳ Schede non valide (% su votanti) | ↳ Schede non valide (% su votanti) | ↳ Schede non valide (% su votanti) | 55                          | 7,54                        | 1                            | 0,13                         |
| ↳ Astenuti (% su iscritti)         | ↳ Astenuti (% su iscritti)         | ↳ Astenuti (% su iscritti)         | 244                         | 25,08                       | 212                          | 21,79                        |

Il deputato La Terza si dimise il 1º giugno 1863 e fu indetta un'elezione suppletiva per il 28 giugno 1863.
| Partito                            | Partito                            | Candidato                          | Primo turno 28 giugno 1863 | Primo turno 28 giugno 1863 | Ballottaggio 5 luglio 1863 | Ballottaggio 5 luglio 1863 |
| Partito                            | Partito                            | Candidato                          | Voti                       | %                          | Voti                       | %                          |
| ---------------------------------- | ---------------------------------- | ---------------------------------- | -------------------------- | -------------------------- | -------------------------- | -------------------------- |
|                                    | —                                  | Domenico Damis                     | 220                        | 67,28                      | 426                        | 70,30                      |
|                                    | —                                  | Francesco Saverio Bloise           | 107                        | 32,72                      | 180                        | 29,70                      |
|                                    |                                    |                                    |                            |                            |                            |                            |
| Iscritti                           | Iscritti                           | Iscritti                           | 956                        | 100,00                     | 956                        | 100,00                     |
| ↳ Votanti (% su iscritti)          | ↳ Votanti (% su iscritti)          | ↳ Votanti (% su iscritti)          | 441                        | 46,13                      | 608                        | 63,60                      |
| ↳ Voti validi (% su votanti)       | ↳ Voti validi (% su votanti)       | ↳ Voti validi (% su votanti)       | 327                        | 74,15                      | 606                        | 99,67                      |
| ↳ Schede non valide (% su votanti) | ↳ Schede non valide (% su votanti) | ↳ Schede non valide (% su votanti) | 114                        | 25,85                      | 2                          | 0,33                       |
| ↳ Astenuti (% su iscritti)         | ↳ Astenuti (% su iscritti)         | ↳ Astenuti (% su iscritti)         | 515                        | 53,87                      | 348                        | 36,40                      |

### IX legislatura
Le votazioni si svolsero in 493 collegi uninominali a doppio turno con la stessa normativa precedente (al primo turno un numero di voti maggiore di un terzo degli iscritti al voto).
| Partito                            | Partito                            | Candidato                          | Primo turno 22 ottobre 1865 | Primo turno 22 ottobre 1865 | Ballottaggio 29 ottobre 1865 | Ballottaggio 29 ottobre 1865 |
| Partito                            | Partito                            | Candidato                          | Voti                        | %                           | Voti                         | %                            |
| ---------------------------------- | ---------------------------------- | ---------------------------------- | --------------------------- | --------------------------- | ---------------------------- | ---------------------------- |
|                                    | —                                  | Domenico Damis                     | 266                         | 54,18                       | 390                          | 64,36                        |
|                                    | —                                  | Giovanni Fazio                     | 117                         | 23,83                       | 216                          | 35,64                        |
|                                    | —                                  | Antonio Salimena                   | 108                         | 22,00                       |                              |                              |
|                                    |                                    |                                    |                             |                             |                              |                              |
| Iscritti                           | Iscritti                           | Iscritti                           | 989                         | 100,00                      | 989                          | 100,00                       |
| ↳ Votanti (% su iscritti)          | ↳ Votanti (% su iscritti)          | ↳ Votanti (% su iscritti)          | 572                         | 57,84                       | 611                          | 61,78                        |
| ↳ Voti validi (% su votanti)       | ↳ Voti validi (% su votanti)       | ↳ Voti validi (% su votanti)       | 491                         | 85,84                       | 606                          | 99,18                        |
| ↳ Schede non valide (% su votanti) | ↳ Schede non valide (% su votanti) | ↳ Schede non valide (% su votanti) | 81                          | 14,16                       | 5                            | 0,82                         |
| ↳ Astenuti (% su iscritti)         | ↳ Astenuti (% su iscritti)         | ↳ Astenuti (% su iscritti)         | 417                         | 42,16                       | 378                          | 38,22                        |

### X legislatura
Le votazioni si svolsero in 493 collegi uninominali a doppio turno con la stessa normativa precedente (al primo turno un numero di voti maggiore di un terzo degli iscritti al voto).
| Partito                            | Partito                            | Candidato                          | Primo turno 10 marzo 1867 | Primo turno 10 marzo 1867 | Ballottaggio 17 marzo 1867 | Ballottaggio 17 marzo 1867 |
| Partito                            | Partito                            | Candidato                          | Voti                      | %                         | Voti                       | %                          |
| ---------------------------------- | ---------------------------------- | ---------------------------------- | ------------------------- | ------------------------- | -------------------------- | -------------------------- |
|                                    | —                                  | Domenico Damis                     | 276                       | 54,87                     | 335                        | 56,49                      |
|                                    | —                                  | Benedetto Musolino                 | 121                       | 24,06                     | 258                        | 43,51                      |
|                                    | —                                  | Antonio Salmena                    | 106                       | 21,07                     |                            |                            |
|                                    |                                    |                                    |                           |                           |                            |                            |
| Iscritti                           | Iscritti                           | Iscritti                           | 958                       | 100,00                    | 958                        | 100,00                     |
| ↳ Votanti (% su iscritti)          | ↳ Votanti (% su iscritti)          | ↳ Votanti (% su iscritti)          | 533                       | 55,64                     | 596                        | 62,21                      |
| ↳ Voti validi (% su votanti)       | ↳ Voti validi (% su votanti)       | ↳ Voti validi (% su votanti)       | 503                       | 94,37                     | 593                        | 99,50                      |
| ↳ Schede non valide (% su votanti) | ↳ Schede non valide (% su votanti) | ↳ Schede non valide (% su votanti) | 30                        | 5,63                      | 3                          | 0,50                       |
| ↳ Astenuti (% su iscritti)         | ↳ Astenuti (% su iscritti)         | ↳ Astenuti (% su iscritti)         | 425                       | 44,36                     | 362                        | 37,79                      |

Il deputato Damis cessò il 28 agosto 1870 perché fu promosso tenente colonnello e fu indetta un'elezione suppletiva per il 9 ottobre 1870.
| Partito                            | Partito                            | Candidato                          | Primo turno 9 ottobre 1870 | Primo turno 9 ottobre 1870 | Ballottaggio 16 ottobre 1870 | Ballottaggio 16 ottobre 1870 |
| Partito                            | Partito                            | Candidato                          | Voti                       | %                          | Voti                         | %                            |
| ---------------------------------- | ---------------------------------- | ---------------------------------- | -------------------------- | -------------------------- | ---------------------------- | ---------------------------- |
|                                    | —                                  | Domenico Damis                     | 149                        | 26,85                      | 353                          | 61,39                        |
|                                    | —                                  | Raffaele Galizia                   | 178                        | 32,07                      | 222                          | 38,61                        |
|                                    | —                                  | Vincenzo Pace                      | 130                        | 23,42                      |                              |                              |
|                                    | —                                  | Gennaro Mortati                    | 98                         | 17,66                      |                              |                              |
|                                    |                                    |                                    |                            |                            |                              |                              |
| Iscritti                           | Iscritti                           | Iscritti                           | 982                        | 100,00                     | 982                          | 100,00                       |
| ↳ Votanti (% su iscritti)          | ↳ Votanti (% su iscritti)          | ↳ Votanti (% su iscritti)          | 592                        | 60,29                      | 585                          | 59,57                        |
| ↳ Voti validi (% su votanti)       | ↳ Voti validi (% su votanti)       | ↳ Voti validi (% su votanti)       | 555                        | 93,75                      | 575                          | 98,29                        |
| ↳ Schede non valide (% su votanti) | ↳ Schede non valide (% su votanti) | ↳ Schede non valide (% su votanti) | 37                         | 6,25                       | 10                           | 1,71                         |
| ↳ Astenuti (% su iscritti)         | ↳ Astenuti (% su iscritti)         | ↳ Astenuti (% su iscritti)         | 390                        | 39,71                      | 397                          | 40,43                        |

L'elezione non fu riferita alla Camera.

### XI legislatura
Le votazioni si svolsero in 508 collegi uninominali a doppio turno con la normativa del 1860 (al primo turno un numero di voti maggiore di un terzo degli iscritti al voto).
| Partito                            | Partito                            | Candidato                          | Primo turno 20 novembre 1871 | Primo turno 20 novembre 1871 | Ballottaggio 27 novembre 1871 | Ballottaggio 27 novembre 1871 |
| Partito                            | Partito                            | Candidato                          | Voti                         | %                            | Voti                          | %                             |
| ---------------------------------- | ---------------------------------- | ---------------------------------- | ---------------------------- | ---------------------------- | ----------------------------- | ----------------------------- |
|                                    | —                                  | Vincenzo Pace                      | 235                          | 34,16                        | 466                           | 63,40                         |
|                                    | —                                  | Raffaele Galizia                   | 164                          | 23,84                        | 269                           | 36,60                         |
|                                    | —                                  | Antonio Salmena                    | 130                          | 18,90                        |                               |                               |
|                                    | —                                  | Gennaro Mortati                    | 91                           | 13,23                        |                               |                               |
|                                    | —                                  | Gennaro Frega                      | 68                           | 9,88                         |                               |                               |
|                                    |                                    |                                    |                              |                              |                               |                               |
| Iscritti                           | Iscritti                           | Iscritti                           | 952                          | 100,00                       | 952                           | 100,00                        |
| ↳ Votanti (% su iscritti)          | ↳ Votanti (% su iscritti)          | ↳ Votanti (% su iscritti)          | 716                          | 75,21                        | 745                           | 78,26                         |
| ↳ Voti validi (% su votanti)       | ↳ Voti validi (% su votanti)       | ↳ Voti validi (% su votanti)       | 688                          | 96,09                        | 735                           | 98,66                         |
| ↳ Schede non valide (% su votanti) | ↳ Schede non valide (% su votanti) | ↳ Schede non valide (% su votanti) | 28                           | 3,91                         | 10                            | 1,34                          |
| ↳ Astenuti (% su iscritti)         | ↳ Astenuti (% su iscritti)         | ↳ Astenuti (% su iscritti)         | 236                          | 24,79                        | 207                           | 21,74                         |

### XII legislatura
Le votazioni si svolsero in 508 collegi uninominali a doppio turno con la normativa del 1860 (al primo turno un numero di voti maggiore di un terzo degli iscritti al voto).
| Partito                            | Partito                            | Candidato                          | Risultati 8 novembre 1874 | Risultati 8 novembre 1874 |
| Partito                            | Partito                            | Candidato                          | Voti                      | %                         |
| ---------------------------------- | ---------------------------------- | ---------------------------------- | ------------------------- | ------------------------- |
|                                    | —                                  | Vincenzo Pace                      | 399                       | 59,20                     |
|                                    | —                                  | Nicola Perrone                     | 118                       | 17,51                     |
|                                    | —                                  | Gennaro Mortati                    | 85                        | 12,61                     |
|                                    | —                                  | Domenico Tamburi                   | 72                        | 10,68                     |
|                                    |                                    |                                    |                           |                           |
| Iscritti                           | Iscritti                           | Iscritti                           | 1 070                     | 100,00                    |
| ↳ Votanti (% su iscritti)          | ↳ Votanti (% su iscritti)          | ↳ Votanti (% su iscritti)          | 728                       | 68,04                     |
| ↳ Voti validi (% su votanti)       | ↳ Voti validi (% su votanti)       | ↳ Voti validi (% su votanti)       | 674                       | 92,58                     |
| ↳ Schede non valide (% su votanti) | ↳ Schede non valide (% su votanti) | ↳ Schede non valide (% su votanti) | 54                        | 7,42                      |
| ↳ Astenuti (% su iscritti)         | ↳ Astenuti (% su iscritti)         | ↳ Astenuti (% su iscritti)         | 342                       | 31,96                     |

### XIII legislatura
Le votazioni si svolsero in 508 collegi uninominali a doppio turno con la normativa del 1860 (al primo turno un numero di voti maggiore di un terzo degli iscritti al voto).
| Partito                            | Partito                            | Candidato                          | Risultati 5 novembre 1876 | Risultati 5 novembre 1876 |
| Partito                            | Partito                            | Candidato                          | Voti                      | %                         |
| ---------------------------------- | ---------------------------------- | ---------------------------------- | ------------------------- | ------------------------- |
|                                    | —                                  | Vincenzo Pace                      | 478                       | 100,00                    |
|                                    |                                    |                                    |                           |                           |
| Iscritti                           | Iscritti                           | Iscritti                           | 1 089                     | 100,00                    |
| ↳ Votanti (% su iscritti)          | ↳ Votanti (% su iscritti)          | ↳ Votanti (% su iscritti)          | 485                       | 44,54                     |
| ↳ Voti validi (% su votanti)       | ↳ Voti validi (% su votanti)       | ↳ Voti validi (% su votanti)       | 478                       | 98,56                     |
| ↳ Schede non valide (% su votanti) | ↳ Schede non valide (% su votanti) | ↳ Schede non valide (% su votanti) | 7                         | 1,44                      |
| ↳ Astenuti (% su iscritti)         | ↳ Astenuti (% su iscritti)         | ↳ Astenuti (% su iscritti)         | 604                       | 55,46                     |

### XIV legislatura
Le votazioni si svolsero in 508 collegi uninominali a doppio turno con la normativa del 1860 (al primo turno un numero di voti maggiore di un terzo degli iscritti al voto).
| Partito                            | Partito                            | Candidato                          | Risultati 16 maggio 1880 | Risultati 16 maggio 1880 |
| Partito                            | Partito                            | Candidato                          | Voti                     | %                        |
| ---------------------------------- | ---------------------------------- | ---------------------------------- | ------------------------ | ------------------------ |
|                                    | —                                  | Vincenzo Pace                      | 466                      | 98,52                    |
|                                    | —                                  | Domenico Damis                     | 7                        | 1,48                     |
|                                    |                                    |                                    |                          |                          |
| Iscritti                           | Iscritti                           | Iscritti                           | 1 055                    | 100,00                   |
| ↳ Votanti (% su iscritti)          | ↳ Votanti (% su iscritti)          | ↳ Votanti (% su iscritti)          | 519                      | 49,19                    |
| ↳ Voti validi (% su votanti)       | ↳ Voti validi (% su votanti)       | ↳ Voti validi (% su votanti)       | 473                      | 91,14                    |
| ↳ Schede non valide (% su votanti) | ↳ Schede non valide (% su votanti) | ↳ Schede non valide (% su votanti) | 46                       | 8,86                     |
| ↳ Astenuti (% su iscritti)         | ↳ Astenuti (% su iscritti)         | ↳ Astenuti (% su iscritti)         | 536                      | 50,81                    |

### XV legislatura
Le votazioni si svolsero in 135 collegi plurinominali a doppio turno. Come previsto dalla legge elettorale politica del 24 settembre 1882, erano eletti al primo turno i candidati che «hanno ottenuto il maggior numero di voti, purché questo numero oltrepassi l'ottavo del numero degli elettori iscritti» (art. 74) secondo il numero di deputati previsto per il collegio; se il numero di eletti era inferiore al numero di deputati, il ballottaggio era tra i non eletti (in numero doppio rispetto ai deputati ancora da eleggere) che avevano il maggior numero di voti (art. 75) ed era eletto chi otteneva il maggior numero di voti nella seconda votazione (art. 77) oppure, in caso di ugual numero di voti, il maggiore d'età (art. 78).
| Partito                    | Partito                    | Candidato                      | Risultati 29 ottobre 1882 | Risultati 29 ottobre 1882 |
| Partito                    | Partito                    | Candidato                      | Voti                      | %                         |
| -------------------------- | -------------------------- | ------------------------------ | ------------------------- | ------------------------- |
|                            | —                          | Francesco Alimena              | 3 538                     | 40,65                     |
|                            | —                          | Francesco Sprovvieri           | 3 146                     | 36,14                     |
|                            | —                          | Luigi Fazio                    | 3 078                     | 35,36                     |
|                            | —                          | Giulio Acquaviva               | 3 598                     | 41,34                     |
|                            | —                          | Vincenzo Pace                  | 2 170                     | 24,93                     |
|                            | —                          | Pietro Toscano                 | 2 025                     | 23,27                     |
|                            | —                          | Gaetano Toscano                | 2 014                     | 23,14                     |
|                            | —                          | Luigi Chidichimo               | 1 997                     | 22,94                     |
|                            | —                          | Raffaele Falcone               | 1 945                     | 22,35                     |
|                            | —                          | Demetrio Strigari              | 1 775                     | 20,39                     |
|                            | —                          | Francesco PIgnatelli Strongoli | 1 666                     | 19,14                     |
|                            | —                          | Domenico Damis                 | 1 530                     | 17,58                     |
|                            | —                          | Luigi Palma                    | 1 291                     | 14,83                     |
|                            | —                          | Antonio Morici                 | 1 116                     | 12,82                     |
|                            | —                          | Guglielmo Tocci                | 712                       | 8,18                      |
|                            | —                          | Luigi Falabella                | 524                       | 6,02                      |
|                            | —                          | Giuseppe Orlando               | 397                       | 4,56                      |
|                            | —                          | Ambrogio Freida                | 346                       | 3,98                      |
|                            | —                          | Giovanni Grisolia              | 213                       | 2,45                      |
|                            | —                          | Angelo Guzzolini               | 153                       | 1,76                      |
|                            | —                          | Vincenzo Straticò              | 117                       | 1,34                      |
|                            |                            |                                |                           |                           |
| Iscritti                   | Iscritti                   | Iscritti                       | 11 046                    | 100,00                    |
| ↳ Votanti (% su iscritti)  | ↳ Votanti (% su iscritti)  | ↳ Votanti (% su iscritti)      | 8 704                     | 78,80                     |
| ↳ Astenuti (% su iscritti) | ↳ Astenuti (% su iscritti) | ↳ Astenuti (% su iscritti)     | 2 342                     | 21,20                     |

### XVI legislatura
Le votazioni si svolsero in 135 collegi plurinominali a doppio turno con la normativa del 1882 (al primo turno un numero di voti maggiore di un ottavo degli iscritti al voto).
| Partito                    | Partito                    | Candidato                     | Risultati 23 maggio 1886 | Risultati 23 maggio 1886 |
| Partito                    | Partito                    | Candidato                     | Voti                     | %                        |
| -------------------------- | -------------------------- | ----------------------------- | ------------------------ | ------------------------ |
|                            | —                          | Gennaro Compagna              | 4 853                    | 47,57                    |
|                            | —                          | Francesco Sprovvieri          | 4 331                    | 42,46                    |
|                            | —                          | Francesco Almena              | 4 186                    | 41,04                    |
|                            | —                          | Francesco Morelli             | 3 366                    | 33,00                    |
|                            | —                          | Giulio Acquaviva              | 3 099                    | 30,38                    |
|                            | —                          | Pietro Toscano                | 3 052                    | 29,92                    |
|                            | —                          | Agostino Casini               | 3 017                    | 29,58                    |
|                            | —                          | Vincenzo Pace                 | 2 886                    | 28,29                    |
|                            | —                          | Emanuele Artom di Sant'Agnese | 2 763                    | 27,09                    |
|                            | —                          | Domenico Toscano              | 1 694                    | 16,61                    |
|                            | —                          | Antonio Morici                | 1 677                    | 16,44                    |
|                            | —                          | Lucio Luciano Longo           | 1 202                    | 11,78                    |
|                            | —                          | Luigi Campagna                | 1 144                    | 11,21                    |
|                            | —                          | Gennaro Mortati               | 230                      | 2,25                     |
|                            | —                          | Tommaso Vita                  | 188                      | 1,84                     |
|                            |                            |                               |                          |                          |
| Iscritti                   | Iscritti                   | Iscritti                      | 14 321                   | 100,00                   |
| ↳ Votanti (% su iscritti)  | ↳ Votanti (% su iscritti)  | ↳ Votanti (% su iscritti)     | 10 201                   | 71,23                    |
| ↳ Astenuti (% su iscritti) | ↳ Astenuti (% su iscritti) | ↳ Astenuti (% su iscritti)    | 4 120                    | 28,77                    |

Il deputato Acquaviva si dimise il 21 novembre 1886 e fu indetta un'elezione suppletiva per il 25 dicembre 1886.
| Partito                            | Partito                            | Candidato                          | Risultati 25 dicembre 1886 | Risultati 25 dicembre 1886 |
| Partito                            | Partito                            | Candidato                          | Voti                       | %                          |
| ---------------------------------- | ---------------------------------- | ---------------------------------- | -------------------------- | -------------------------- |
|                                    | —                                  | Giulio Acquaviva                   | 4 763                      | 52,04                      |
|                                    | —                                  | Vincenzo Pace                      | 4 389                      | 47,96                      |
|                                    |                                    |                                    |                            |                            |
| Iscritti                           | Iscritti                           | Iscritti                           | 15 368                     | 100,00                     |
| ↳ Votanti (% su iscritti)          | ↳ Votanti (% su iscritti)          | ↳ Votanti (% su iscritti)          | 9 469                      | 61,62                      |
| ↳ Voti validi (% su votanti)       | ↳ Voti validi (% su votanti)       | ↳ Voti validi (% su votanti)       | 9 152                      | 96,65                      |
| ↳ Schede non valide (% su votanti) | ↳ Schede non valide (% su votanti) | ↳ Schede non valide (% su votanti) | 317                        | 3,35                       |
| ↳ Astenuti (% su iscritti)         | ↳ Astenuti (% su iscritti)         | ↳ Astenuti (% su iscritti)         | 5 899                      | 38,38                      |

Nella seduta del 22 gennaio 1887 la Camera annullò la proclamazione del deputato Pace, illegalmente compiuta da 21 su 77 presidenti di sezioni, proclamando in sua vece deputato l'onorevole Acquaviva. La Giunta delle elezioni esaminando in seguito le proteste pervenute contro l'elezione, in cui si riportavano accuse di corruzioni ed irregolarità, si convinse che tali proteste non offrivano un complesso di circostanze di verosimiglianze, da alimentare ed avvalorare il sospetto che la corruzione avesse determinato la maggioranza ottenuta dall'onorevole Acquaviva e propose la sua convalidazione che la Camera approvò il 12 marzo 1887. L'onorevole Acquaviva morì il 30 giugno 1887. e fu indetta un'elezione suppletiva per il 31 luglio 1887
| Partito                            | Partito                            | Candidato                          | Risultati 31 luglio 1887 | Risultati 31 luglio 1887 |
| Partito                            | Partito                            | Candidato                          | Voti                     | %                        |
| ---------------------------------- | ---------------------------------- | ---------------------------------- | ------------------------ | ------------------------ |
|                                    | —                                  | Pietro Toscano                     | 3 702                    | 41,40                    |
|                                    | —                                  | Francesco PIgnarelli Strongoli     | 3 248                    | 36,32                    |
|                                    | —                                  | Antonio Morici                     | 1 992                    | 22,28                    |
|                                    |                                    |                                    |                          |                          |
| Iscritti                           | Iscritti                           | Iscritti                           | 17 098                   | 100,00                   |
| ↳ Votanti (% su iscritti)          | ↳ Votanti (% su iscritti)          | ↳ Votanti (% su iscritti)          | 9 216                    | 53,90                    |
| ↳ Voti validi (% su votanti)       | ↳ Voti validi (% su votanti)       | ↳ Voti validi (% su votanti)       | 8 942                    | 97,03                    |
| ↳ Schede non valide (% su votanti) | ↳ Schede non valide (% su votanti) | ↳ Schede non valide (% su votanti) | 274                      | 2,97                     |
| ↳ Astenuti (% su iscritti)         | ↳ Astenuti (% su iscritti)         | ↳ Astenuti (% su iscritti)         | 7 882                    | 46,10                    |

Il deputato Francesco Morelli morì il 23 agosto 1890 e fu indetta un'elezione suppletiva per il 28 settembre 1890.
| Partito                            | Partito                            | Candidato                          | Risultati 28 settembre 1890 | Risultati 28 settembre 1890 |
| Partito                            | Partito                            | Candidato                          | Voti                        | %                           |
| ---------------------------------- | ---------------------------------- | ---------------------------------- | --------------------------- | --------------------------- |
|                                    | —                                  | Francesco Pace                     | 4 620                       | 59,42                       |
|                                    | —                                  | Gaetano Morelli                    | 3 037                       | 39,06                       |
|                                    | —                                  | Pasquale De Marchis                | 118                         | 1,52                        |
|                                    |                                    |                                    |                             |                             |
| Iscritti                           | Iscritti                           | Iscritti                           | 17 223                      | 100,00                      |
| ↳ Votanti (% su iscritti)          | ↳ Votanti (% su iscritti)          | ↳ Votanti (% su iscritti)          | 7 930                       | 46,04                       |
| ↳ Voti validi (% su votanti)       | ↳ Voti validi (% su votanti)       | ↳ Voti validi (% su votanti)       | 7 775                       | 98,05                       |
| ↳ Schede non valide (% su votanti) | ↳ Schede non valide (% su votanti) | ↳ Schede non valide (% su votanti) | 155                         | 1,95                        |
| ↳ Astenuti (% su iscritti)         | ↳ Astenuti (% su iscritti)         | ↳ Astenuti (% su iscritti)         | 9 293                       | 53,96                       |

L'elezione non fu riferita alla Camera per l'avvenuta chiusura della Legislatura.

### XVII legislatura
Le votazioni si svolsero in 135 collegi plurinominali a doppio turno con la normativa del 1882 (al primo turno un numero di voti maggiore di un ottavo degli iscritti al voto).
| Partito                    | Partito                    | Candidato                      | Risultati 23 novembre 1890 | Risultati 23 novembre 1890 |
| Partito                    | Partito                    | Candidato                      | Voti                       | %                          |
| -------------------------- | -------------------------- | ------------------------------ | -------------------------- | -------------------------- |
|                            | —                          | Emanuele Artom di Sant'Agnese  | 5 732                      | 58,84                      |
|                            | —                          | Francesco Pace                 | 5 577                      | 57,25                      |
|                            | —                          | Agostino Casini                | 5 349                      | 54,91                      |
|                            | —                          | Francesco Alimena              | 5 150                      | 52,86                      |
|                            | —                          | Francesco Pignatelli Strongoli | 4 873                      | 50,02                      |
|                            | —                          | Francesco Sprovieri            | 4 696                      | 48,20                      |
|                            | —                          | Pietro Toscano                 | 2 781                      | 28,55                      |
|                            |                            |                                |                            |                            |
| Iscritti                   | Iscritti                   | Iscritti                       | 17 189                     | 100,00                     |
| ↳ Votanti (% su iscritti)  | ↳ Votanti (% su iscritti)  | ↳ Votanti (% su iscritti)      | 9 742                      | 56,68                      |
| ↳ Astenuti (% su iscritti) | ↳ Astenuti (% su iscritti) | ↳ Astenuti (% su iscritti)     | 7 447                      | 43,32                      |

Il deputato Casini morì il 10 gennaio 1892 e fu indetta un'elezione suppletiva per il 7 febbraio 1892
| Partito                            | Partito                            | Candidato                          | Risultati 7 febbraio 1892 | Risultati 7 febbraio 1892 |
| Partito                            | Partito                            | Candidato                          | Voti                      | %                         |
| ---------------------------------- | ---------------------------------- | ---------------------------------- | ------------------------- | ------------------------- |
|                                    | —                                  | Nicola d'Alife(Gaetani)            | 6 650                     | 70,51                     |
|                                    | —                                  | Pietro Toscano                     | 2 781                     | 29,49                     |
|                                    |                                    |                                    |                           |                           |
| Iscritti                           | Iscritti                           | Iscritti                           | 17 640                    | 100,00                    |
| ↳ Votanti (% su iscritti)          | ↳ Votanti (% su iscritti)          | ↳ Votanti (% su iscritti)          | 9 681                     | 54,88                     |
| ↳ Voti validi (% su votanti)       | ↳ Voti validi (% su votanti)       | ↳ Voti validi (% su votanti)       | 9 431                     | 97,42                     |
| ↳ Schede non valide (% su votanti) | ↳ Schede non valide (% su votanti) | ↳ Schede non valide (% su votanti) | 250                       | 2,58                      |
| ↳ Astenuti (% su iscritti)         | ↳ Astenuti (% su iscritti)         | ↳ Astenuti (% su iscritti)         | 7 959                     | 45,12                     |

### XVIII legislatura
Le votazioni si svolsero in 508 collegi uninominali a doppio turno. Come previsto dalla legge elettorale politica del 28 giugno 1892, era eletto al primo turno il candidato che «ha ottenuto un numero di voti maggiore del sesto del numero totale degli elettori iscritti nella lista del collegio e più della metà dei suffragi dati dai votanti» escludendo le schede nulle (art. 74). Se nessun candidato era eletto, al ballottaggio tra i due candidati con più voti (art. 75) era eletto chi otteneva il maggior numero di voti oppure, in caso di ugual numero di voti, il maggiore d'età (art. 77).
| Partito                            | Partito                            | Candidato                          | Risultati 6 novembre 1892 | Risultati 6 novembre 1892 |
| Partito                            | Partito                            | Candidato                          | Voti                      | %                         |
| ---------------------------------- | ---------------------------------- | ---------------------------------- | ------------------------- | ------------------------- |
|                                    | —                                  | Francesco Pace                     | 1 546                     | 56,08                     |
|                                    | —                                  | Luigi Salemi                       | 1 211                     | 43,92                     |
|                                    |                                    |                                    |                           |                           |
| Iscritti                           | Iscritti                           | Iscritti                           | 4 492                     | 100,00                    |
| ↳ Votanti (% su iscritti)          | ↳ Votanti (% su iscritti)          | ↳ Votanti (% su iscritti)          | 2 847                     | 63,38                     |
| ↳ Voti validi (% su votanti)       | ↳ Voti validi (% su votanti)       | ↳ Voti validi (% su votanti)       | 2 757                     | 96,84                     |
| ↳ Schede non valide (% su votanti) | ↳ Schede non valide (% su votanti) | ↳ Schede non valide (% su votanti) | 90                        | 3,16                      |
| ↳ Astenuti (% su iscritti)         | ↳ Astenuti (% su iscritti)         | ↳ Astenuti (% su iscritti)         | 1 645                     | 36,62                     |

### XIX legislatura
Le votazioni si svolsero in 508 collegi uninominali a doppio turno con la normativa del 1892 (al primo turno un numero di voti maggiore di un sesto degli iscritti al voto).
| Partito                            | Partito                            | Candidato                          | Risultati 26 maggio 1895 | Risultati 26 maggio 1895 |
| Partito                            | Partito                            | Candidato                          | Voti                     | %                        |
| ---------------------------------- | ---------------------------------- | ---------------------------------- | ------------------------ | ------------------------ |
|                                    | —                                  | Francesco Pace                     | 952                      | 56,10                    |
|                                    | —                                  | Leopoldo Giunti                    | 745                      | 43,90                    |
|                                    |                                    |                                    |                          |                          |
| Iscritti                           | Iscritti                           | Iscritti                           | 2 347                    | 100,00                   |
| ↳ Votanti (% su iscritti)          | ↳ Votanti (% su iscritti)          | ↳ Votanti (% su iscritti)          | 1 746                    | 74,39                    |
| ↳ Voti validi (% su votanti)       | ↳ Voti validi (% su votanti)       | ↳ Voti validi (% su votanti)       | 1 697                    | 97,19                    |
| ↳ Schede non valide (% su votanti) | ↳ Schede non valide (% su votanti) | ↳ Schede non valide (% su votanti) | 49                       | 2,81                     |
| ↳ Astenuti (% su iscritti)         | ↳ Astenuti (% su iscritti)         | ↳ Astenuti (% su iscritti)         | 601                      | 25,61                    |

### XX legislatura
Le votazioni si svolsero in 508 collegi uninominali a doppio turno con la normativa del 1892 (al primo turno un numero di voti maggiore di un sesto degli iscritti al voto).
| Partito                            | Partito                            | Candidato                          | Risultati 21 marzo 1897 | Risultati 21 marzo 1897 |
| Partito                            | Partito                            | Candidato                          | Voti                    | %                       |
| ---------------------------------- | ---------------------------------- | ---------------------------------- | ----------------------- | ----------------------- |
|                                    | —                                  | Leopoldo Giunti                    | 1 381                   | 97,25                   |
|                                    | —                                  | Voti dispersi                      | 39                      | 2,75                    |
|                                    |                                    |                                    |                         |                         |
| Iscritti                           | Iscritti                           | Iscritti                           | 2 405                   | 100,00                  |
| ↳ Votanti (% su iscritti)          | ↳ Votanti (% su iscritti)          | ↳ Votanti (% su iscritti)          | 1 466                   | 60,96                   |
| ↳ Voti validi (% su votanti)       | ↳ Voti validi (% su votanti)       | ↳ Voti validi (% su votanti)       | 1 420                   | 96,86                   |
| ↳ Schede non valide (% su votanti) | ↳ Schede non valide (% su votanti) | ↳ Schede non valide (% su votanti) | 46                      | 3,14                    |
| ↳ Astenuti (% su iscritti)         | ↳ Astenuti (% su iscritti)         | ↳ Astenuti (% su iscritti)         | 939                     | 39,04                   |

### XXI legislatura
Le votazioni si svolsero in 508 collegi uninominali a doppio turno con la normativa del 1892 (al primo turno un numero di voti maggiore di un sesto degli iscritti al voto).

### XXII legislatura
Le votazioni si svolsero in 508 collegi uninominali a doppio turno con la normativa del 1892 (al primo turno un numero di voti maggiore di un sesto degli iscritti al voto).

### XXIII legislatura
Le votazioni si svolsero in 508 collegi uninominali a doppio turno con la normativa del 1892 (al primo turno un numero di voti maggiore di un sesto degli iscritti al voto).

### XXIV legislatura
Le votazioni si svolsero negli stessi 508 collegi uninominali già esistenti ma, come previsto dal regio decreto del 26 giugno 1913, era eletto al primo turno il candidato che «ha ottenuto un numero di voti maggiore del decimo del numero totale degli elettori del collegio e più della metà dei suffragi dati dai votanti» escludendo le schede nulle (art. 91). Se nessun candidato era eletto, al ballottaggio tra i due candidati con più voti (art. 92) era eletto chi otteneva il maggior numero di voti oppure, in caso di ugual numero di voti, il maggiore d'età (art. 93).